# Usbekisk Wikipedia
Usbekisk Wikipedia (usbekisk: Ўзбекча Википедия, tr. Oʻzbekcha Vikipediya ; dansk: den usbekiskprogede Wikipedia) er den usbekiskprogede  version af det verdensomspændende encyklopædi-projekt Wikipedia. Usbekisk Wikipedia blev lanceret 21. december 2003.
Pr. fredag den 28. marts 2025 har  Wikipedia 291.627 artikler, 463 aktive bidragydere og 12 administratorer.